# Nicolas Moutier
Pour les articles homonymes, voir Moutier (homonymie).
Nicolas Moutier (né le 3 mars 1983 à Paris) est un tromboniste français, soliste à l'Orchestre philharmonique de Strasbourg et professeur au conservatoire à rayonnement régional de Strasbourg.

## Biographie
Nicolas Moutier entre à 17 ans au Conservatoire national supérieur de musique et de danse de Paris. Il obtient les Prix de trombone (1er nommé, mention spéciale du jury) et de musique de chambre, puis entre en cycle de Perfectionnement Concertiste.
Il travaille avec l'Orchestre du Capitole de Toulouse (en tant que lauréat du concours Aïda), et devient Trombone Solo à la Musique de l’Air de Paris, puis Trombone Solo à l’Orchestre philharmonique de Strasbourg.
Nicolas Moutier a remporté plusieurs prix internationaux :
- 2e Prix du Concours International du Printemps de Prague (2011, République tchèque)
- 3e Prix du Concours International de Jeju (2010, Corée du Sud)
- 2e Prix du Concours International de Porcia (2007, Italie)
- 1er Grand Prix du Concours International FMAJI
- lauréat de la Yamaha Music Foundation of Europe
- lauréat du Concours International de Musique de Chambre de Lyon (avec le Feeling Brass Quintet)

Nicolas Moutier se produit régulièrement en soliste et en récital, en France et à l'étranger, où il donne également des masterclass (Russie, Japon, Taïwan, etc).
Il a enregistré plusieurs disques (dont le double concerto de Rémy Abraham avec Michel Becquet), réalisé plusieurs émissions radios (France Musique, radio nationale tchèque, etc) et télévision (Victoires de la musique, etc), et enregistrements pour les plateformes (Nomad Play etc).
Il est le dédicataire de plusieurs créations mondiales.
Nicolas Moutier est professeur au conservatoire à rayonnement régional de Strasbourg ainsi qu’à la Haute Ecole des Arts du Rhin. Il est membre de l'Académie internationale Eurocuivres, professeur à l'Orchestre français des jeunes (OFJ), et donne des masterclass à travers le monde.
Après avoir été membre du Feeling Brass Quintet, il a été membre du quatuor Opus 4, premier trombone de l'ensemble Namestra, et maintenant membre de l'Octuor de trombones de France.
Arrangeur et chef d'ensemble de cuivres, il est aussi le fondateur du "site du trombone".
Nicolas Moutier est porteur de projets culturels pour la Ville de Strasbourg et les institutions européennes. Il est également dans l'organisation de plusieurs festivals en France, Suisse, et Allemagne. Il a été le directeur artistique du Festival européen du trombone 2014 et de Trombone Family 2024.
Nicolas Moutier est président de l'Association des Trombonistes du Bas-Rhin et vice-président de l'Association des Trombonistes Français (ATF).